# Klättervildvin

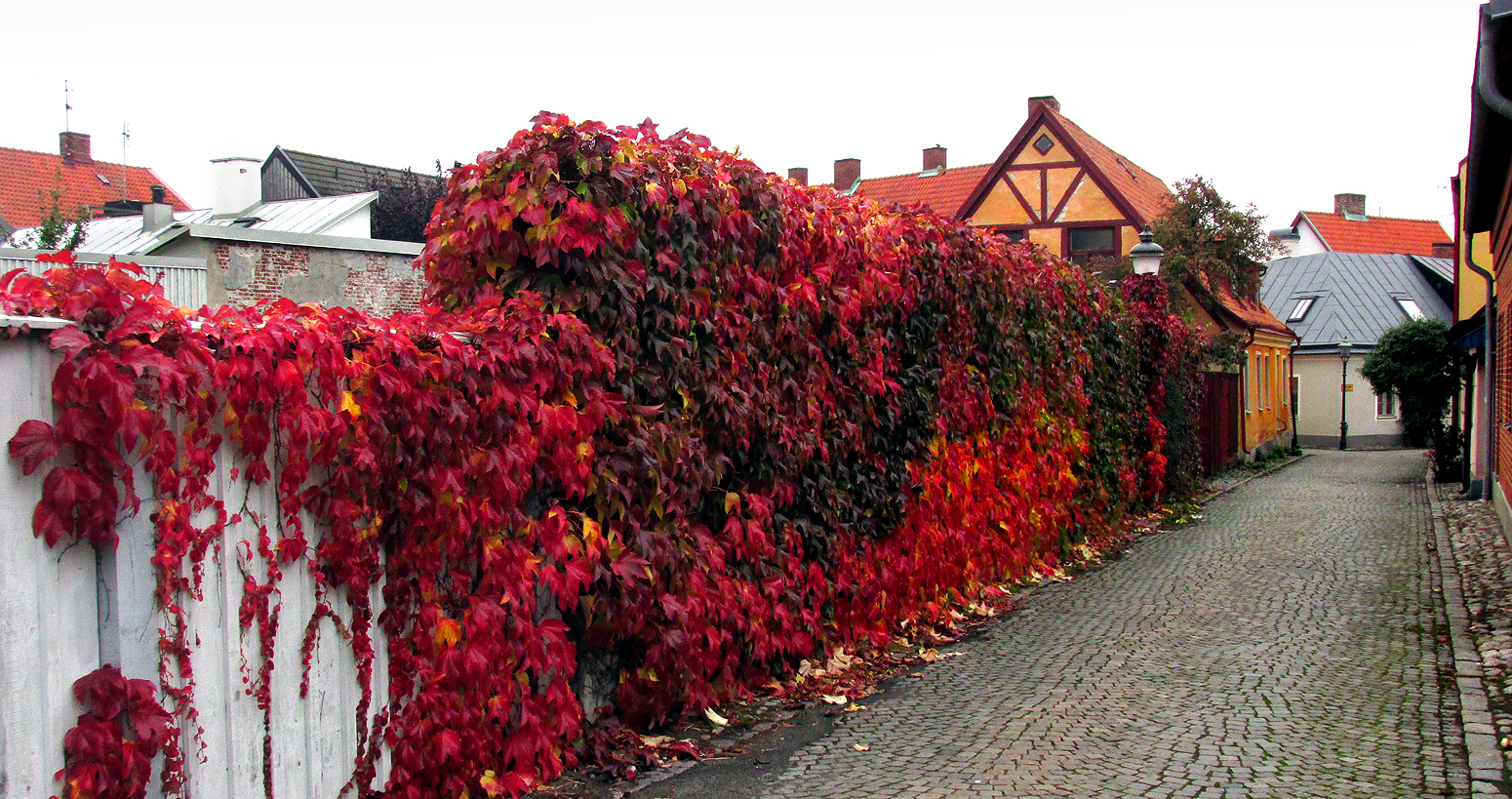
Klättervildvin längs en mur på Supgränd i Ystad. 18 okt 2015.

Klättervildvin (Parthenocissus quinquefolia) är en klättrande växt inom vildvinsläktet och kommer ursprungligen från Nordamerika. 
Växten är en skicklig klättrare och kan nå höjder uppemot 20–30 meter. Den kan klättra på släta ytor med hjälp av små sugkoppar på klängena, som är ungefär 5 mm stora. Barken är först röd, blir senare ljust grön för att till slut bli gråaktig. Bladen är femfingrade och naggade.
Blommorna är små och grönaktiga, bildade i klungor under den sena våren. De mognar under sensommaren eller tidiga hösten till hårda lila-svarta bär som är 5–7 millimeter i diameter. Dessa bär innehåller oxalsyra, vilken är giftig för människor och andra däggdjur. Förgiftningar är dock ovanliga till följd av bärens motbjudande smak. Även om bären är giftiga för däggdjur är de en viktig vinterföda för fåglar. Oxalkristaller finns också i sav, och kan orsaka irritation och hudutslag.